# Asplenium brausei
Espèce
Synonymes
- Asplenium nigritianum Hook.[1]

Asplenium brausei Hyeron. est une espèce de fougères herbacées de la famille des Aspleniaceae et du genre Asplenium, endémique du Cameroun.

## Étymologie
Son épithète spécifique brausei rend hommage au botaniste allemand Guido Georg Wilhelm Brause, spécialiste des fougères.

## Distribution
Assez rare, endémique, elle a cependant été observée au Cameroun sur huit sites dans quatre régions (Sud-Ouest, Centre, Sud, Est).